# Messkette (Geodäsie)

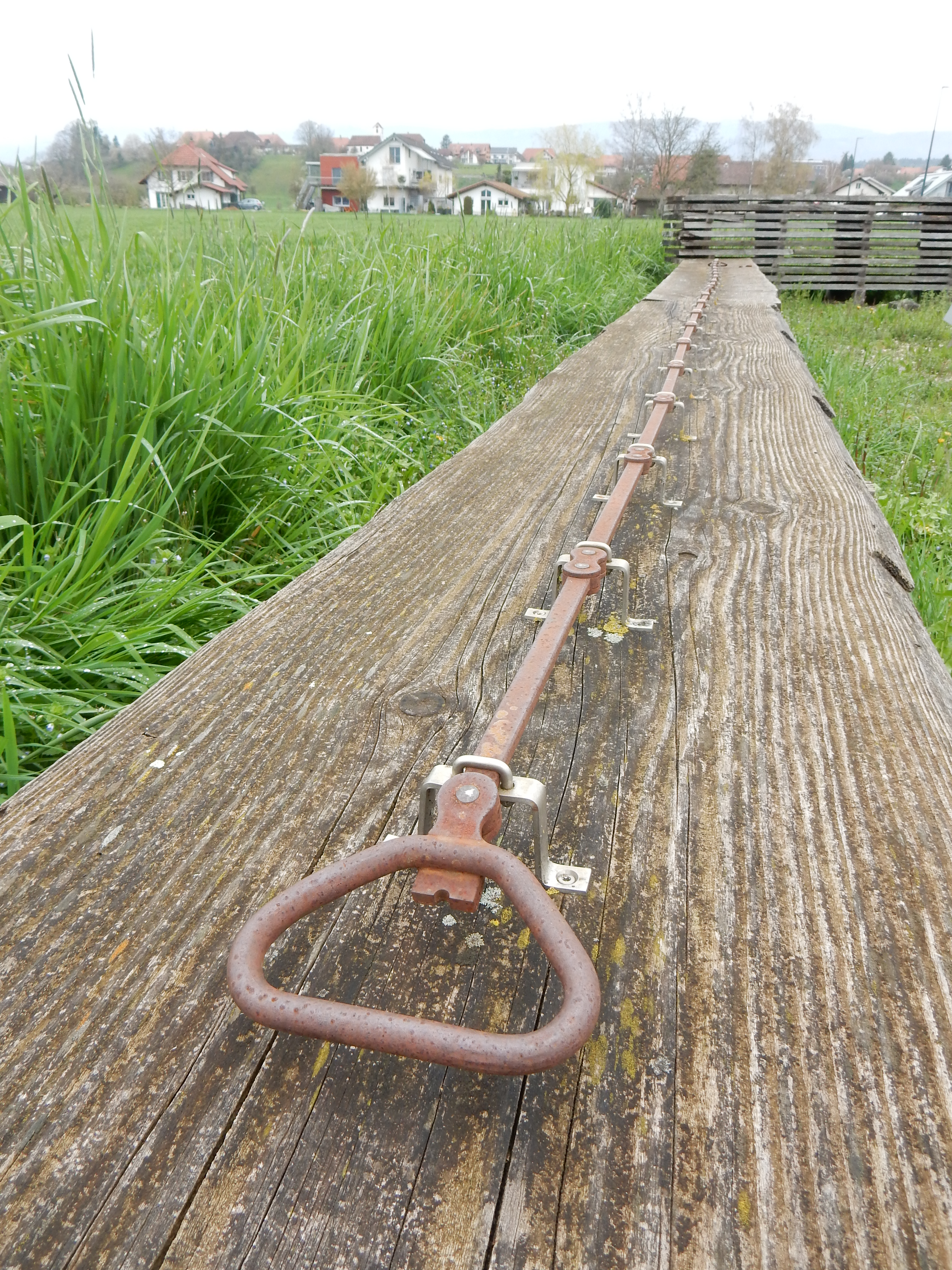
Messkette (Nachbildung)

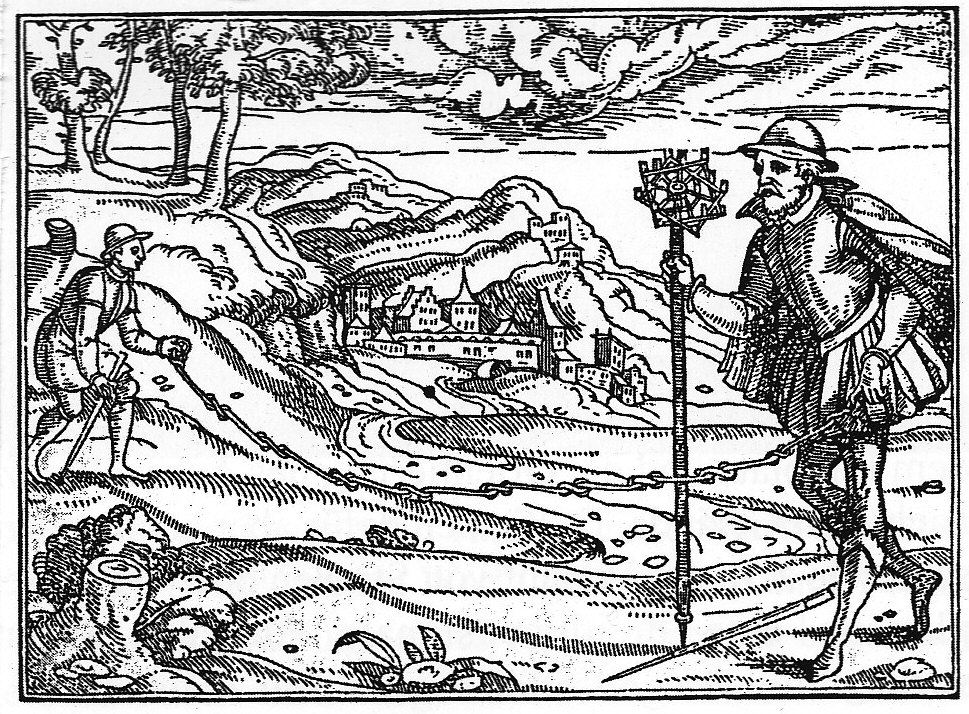
Messkette und Winkelkreuz: Nach Carolus Stephanus und Johannes Liebhaltus, Straßburg 1570. Die symbolische Darstellung zeigt eine Kette mit 10 langen Gliedern bezogen auf 10 Klafter.

Die Messkette als Kette war ein Werkzeug der Angewandten Geodäsie und wurde bis ins 19. Jahrhundert verwendet.

Die Messkette bestand aus einzelnen Gliedern und war auf eine bestimmte Länge abgestimmt. Mit 10 Klaftern hatte die Kette eine Länge um die 18 Meter. Die Kette wurde von den Bauleuten im Gelände gespannt und die Enden jeweils mit einem Messnagel markiert. Daher wurde die Länge von 10 Klaftern mit ein Kettenzug bezeichnet. Die Messnägel befanden sich auf einem Bund. Durch Abzählung der verbrauchten Messnägel wurde eine Kontrolle der Gesamtlänge durchgeführt. 

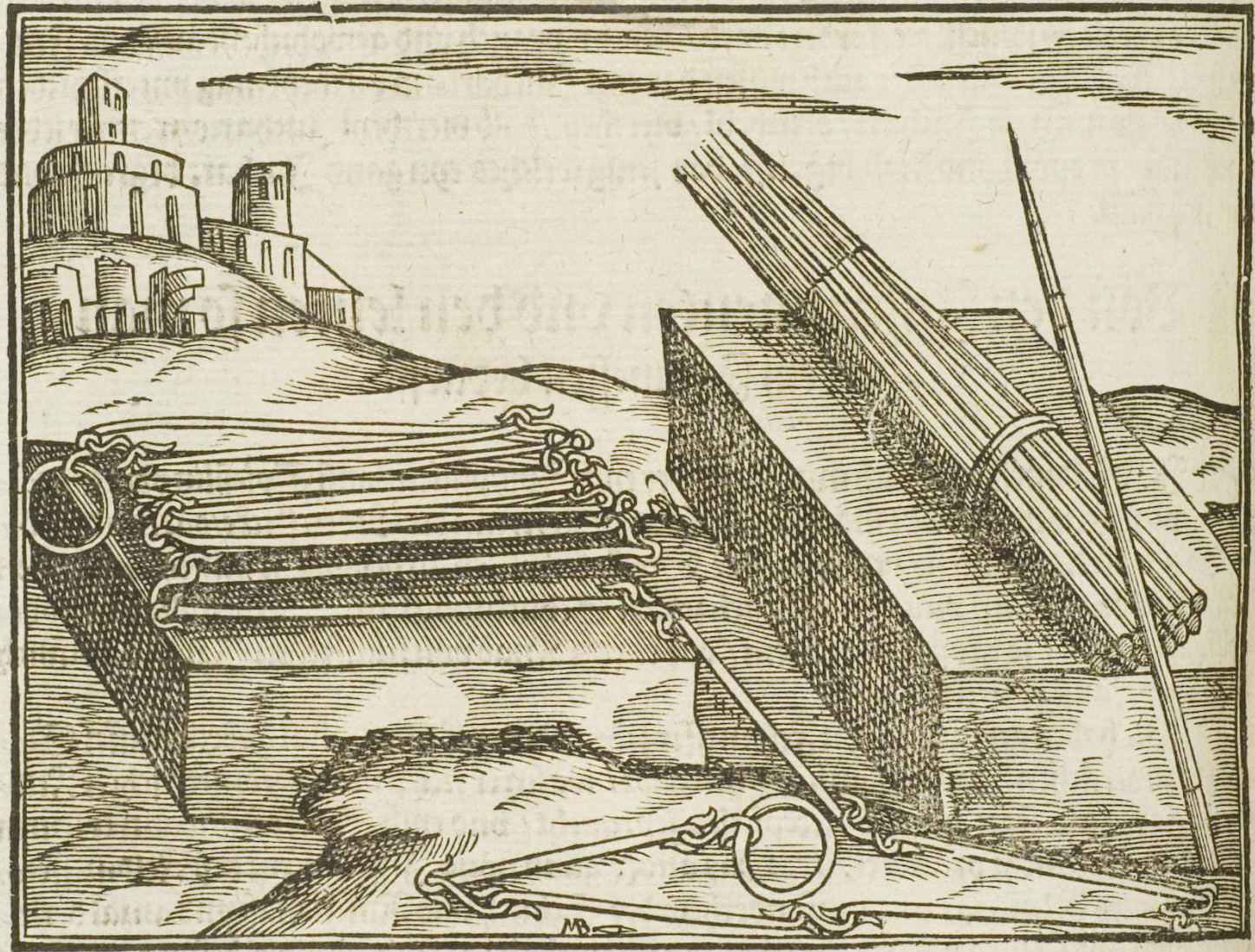
Messkette und Spitzpfähle zur Feldvermessung

Die Arbeit mit der Messkette war für die grobe Vermessung im Gelände bzw. Feld ausreichend. Deshalb auch die Nennung Feldmeßkette. Die Messkette für gewöhnliche Absteckungen der Bauvermessung wurde bis ins 19. Jahrhundert verwendet. Abgelöst wurde die Messkette vom Maßband und später durch optische Entfernungsmessung und Laser.
In der Höheren Geodäsie mit Beachtung der Erdkrümmung auf die Länge einer Messung im Feld wurden Messlatten verwendet, um die Länge der geodätischen Basislinie mit größerer Genauigkeit messbar zu machen, z. B. bei der ersten österreichischen Landesvermessung von 1762 mit Joseph Liesganig, siehe Wiener Neustädter Grundlinie.